# Bloodbath Nation
Bloodbath Nation ist ein Essay von Paul Auster mit Fotos von Spencer Ostrander, der 2023 als Buch bei Grove Press erschien. Die deutsche Übersetzung von Werner Schmitz erschien mit gleichem Titel im Jahr 2024 im Rowohlt Verlag Hamburg. Es geht um Schusswaffen und deren Folgen speziell in den USA. Die Fotos von Ostrander zeigen Orte, an denen es Amokläufe gegeben hat, mit kurzen Hinweisen darauf, wie die Gebäude seitdem genutzt werden. Es ist das letzte Buch, das zu Lebzeiten von Paul Auster erschien, der 2024 starb.

## Inhalt
Im ersten Kapitel schreibt Auster über seine persönlichen Erfahrungen mit Schusswaffen, die von Cowboy-Spielen in Anlehnung an zahlreiche als Kind und Jugendlicher gesehene Western in Fernsehen und Kino bis zu eigenen Erfahrungen als Schütze beim Tontaubenschießen reichen. Er erwähnt das um 1970 für ihn gelüftete Familiengeheimnis um die Tötung seines Großvaters durch seine Großmutter 1919 in Kenosha, Wisconsin.
im zweiten Kapitel berichtet er davon, zwei Personen aus den Südstaaten getroffen zu haben, für die der Umgang mit Schusswaffen „normaler“ war als für ihn als Kind aus einer Mittelstandsfamilie in einem Vorort im Nordosten der USA. Lamar aus Baton Rouge erzählte „von einem anderen Vergnügen ..., dem er an Samstagabenden ... nachzugehen pflegte: Er postierte sich mit seinem Gewehr und einer Tasche voll Munition auf einer Highway-Überführung und schoss auf Autos.“ Billy, aus einem „Provinznest“ in Louisiana, erzählte von einem Telefonat mit der Familie „nur das Allernotwendigste: Billys Bruder hatte auf jemanden geschossen, und jetzt war er im Gefängnis“, ohne weitere Angaben zu den Hintergründen oder Schussfolgen. Am Ende des Kapitels stellt Auster die Fragen, warum Amerika so anders ist, „und was macht es zum gewalttätigsten Land der westlichen Welt?“
In Kapitel 3 geht Auster auf die historischen Hintergründe ein, wie es zum massenhaften Besitz von Waffen in den USA gekommen ist, für die und deren tödliche und Verletzungs-Folgen er hier auch Zahlen liefert: täglich 100 Amerikaner, die an Kugeln sterben, täglich 200 Amerikaner, die durch Schüsse verletzt werden. Jedes Jahr 40.000 Tote (davon etwa die Hälfte Suizide) und 80.000 Verletzte. Er weist darauf hin, dass es im sogenannten Wilden Westen, der in den Western meist durch waffentragende Personen verkörpert wird und wo es den Filmen folgend oft Schießereien gab, nur zahlenmäßig wenige Todesfälle durch Waffen gab und die gesetzlichen Regelungen teils weit restriktiver waren als dies heute der Fall ist. Er zitiert W. Eugene Hollon aus einer Untersuchung von 1974, dass es damals „im alten Westen“ „wesentlich zivilisierter, friedlicher und sicherer“ zuging „als im Amerika heutiger Tage“.
Im vierten Kapitel geht er auf Mass Shootings ein, Amokläufe, bei denen definitionsgemäß mindestens vier Opfer zu Schaden kommen. Er stellt mehrere Fälle dar, die an Schulen oder in öffentlichen Räumen geschahen. Er geht dabei auf die Motivation der Täter ein, soweit sie rekonstruierbar ist, und zitiert den Text des Umpqua-Täters, in dem sich dieser in eine Reihe mit den Massenmördern von Isla Vista,  Columbine und Sandy Hook stellt. Auch auf Hate-Crime-Massenmorde gegen Homosexuelle, Mexikaner und Schwarze geht er ein.
Im fünften Kapitel bringt Auster den Kampf der rechten Waffenkontrollgegner der letzten Jahrzehnte in Zusammenhang mit dem Kampf der Black Panthers, die Ende der 1960er Jahre gegen die Abschaffung des damals in Kalifornien geltenden Rechts, Waffen zu tragen, protestierten. Deren damalige Argumentation, dass Schwarze „wehrlos“ gemacht werden sollen, während rassistische Polizeibehörden die schwarze Bevölkerung „mit noch mehr Terror, Brutalität, Mord und Unterdrückung tyrannisieren“, klingen nach Meinung Austers, entsprechend angepasst, „fast so wie die Verlautbarungen der rassistischen weißen Waffenbefürworter unserer Tage“.

## Ausgaben
- Bloodbath Nation. Grove Press, New York 2023, ISBN 978-0-8021-6077-5
  - Übersetzung: Bloodbath Nation. Dt. von Werner Schmitz. Rowohlt, Hamburg 2024, ISBN 978-3-498-00323-4